# Fada Santoro
Fada Santoro, nome artístico de Mafalda Basílio Monteiro dos Santos  (Rio de Janeiro, 29 de agosto de 1924 – Rio de Janeiro, 15 de dezembro de 2024) foi uma atriz brasileira.

## Biografia
Fada começou muito jovem sua carreira, atuando como dançarina na Companhia de Alda Garrido. Foi depois crooner em cassinos na década de 1940.
A estreia como atriz no cinema foi no final da década de 1930, no filme O Samba da Vida, tendo feito várias participações até se consagrar em 1949 no filme A Escrava Isaura, iniciando a fama cinematográfica de casal ao lado do ator Cyll Farney. Estrelaram posteriormente Pecado de Nina e Tocaia, ambos de 1951. Devido a fama no cinema brasileiro fora convidada a participar dos filmes argentinos La Delatora (1955) e África Ríe (1956).
Abandonou a carreira no final da década de 1950 quando se casou e passou a se dedicar apenas à família.

### Morte
A atriz morreu em sua residência, localizada no bairro do Leme, no Rio de Janeiro. Ela havia recebido alta do hospital onde estava internada, após uma semana de tratamento contra a Covid-19.

## Filmografia
| Ano  | Título                | Personagem          | Notas           |
| ---- | --------------------- | ------------------- | --------------- |
| 1975 | Assim Era a Atlântida | Ela mesma           | Documentário    |
| 1957 | O Boca de Ouro        | —                   |                 |
| 1957 | O Capanga             | Ângela              |                 |
| 1956 | África Ríe            | Gloria              | Filme argentino |
| 1955 | La Delatora           | Celina Rodríguez    | Filme argentino |
| 1955 | Nem Sansão nem Dalila | Miriam              |                 |
| 1954 | Dúvida                | —                   |                 |
| 1954 | Detective             | Dulcinea            | Filme argentino |
| 1953 | Agulha no Palheiro    | Mariana             |                 |
| 1953 | Perdidos do Amor      | Maria de Lourdes    |                 |
| 1953 | Força do Amor         | Lúcia               |                 |
| 1952 | Areias Ardentes       | Gisela              |                 |
| 1952 | Barnabé, Tu És Meu    | Princesa Zulema     |                 |
| 1951 | Milagre de Amor       | Teresa              |                 |
| 1951 | Tocaia                | Maria Rosa          |                 |
| 1951 | Pecado de Nina        | Nina                |                 |
| 1949 | A Escrava Isaura      | Isaura              |                 |
| 1949 | Jangada               | Jurema              | Incompleto      |
| 1945 | Pif-Paf               | Mulher no Baile     |                 |
| 1944 | Romance Proibido      | Mulher no Baile     |                 |
| 1944 | Berlim na Batucada    | Garota dançando     |                 |
| 1938 | Maridinho de Luxo     | Garota no casamento |                 |
| 1937 | O Samba da Vida       | Dançarina           |                 |

## Teatro
- 1959 - Manual da Dança
- 1949 - O Balão Caiu no Mar[13]
- 1941 - Boa Vizinhança
- 1941 - Silêncio, Rio!
- 1940 - Minas de Prata
- 1935 - A Cada Nota Musical (Ballet)
- 1935 - Cinderella(Ballet)

## Prêmios
| Ano  | Premiação                                                  | Categoria      | Trabalho           | Resultado | Ref.   |
| ---- | ---------------------------------------------------------- | -------------- | ------------------ | --------- | ------ |
| 1952 | Prêmio Saci                                                | Melhor Atriz   | Areias Ardentes    | Venceu    | [ 14 ] |
| 1952 | Prêmio Associação Brasileira de Cronistas Cinematográficos | Melhor Atriz   | Areias Ardentes    | Venceu    | [ 14 ] |
| 1953 | 1º Festival de Cinema do Distrito Federal                  | Menção Honrosa | Agulha no Palheiro | Venceu    | [ 15 ] |